# Hockey sur gazon aux Jeux olympiques d'été de 1948
Navigation
Berlin 1936 Helsinki 1952
Un tournoi masculin de hockey sur gazon mettant aux prises treize nations se tient pendant les Jeux olympiques d'été de 1948 à Londres. Il sacre l'Inde.

## Hommes
| Place | Pays            | Joueur |
| ----- | --------------- | --- |
| 1     | Inde            | Leo Pinto, Trilochan Singh, Randhir Singh Gentle, Keshav Dutt, Amir Kumar, Maxie Vaz, Kishan Lal, Balbir Singh, Walter D'Souza, Kunwar Digvijal Singh, Grahanandan Singh, Patrick Jansen, Lawrie Fernandes, Ranganandhan Francis, Walter Hussain, Jaswant Singh Rajput, Reginald Rodrigues, Latifur Rehman, Gerry Glacken, Leslie Claudius |
| 2     | Grande-Bretagne | David Brodie, George Sime, William Lindsay, Michael Walford, Frank Reynolds, Frederick Lindsay, Normen Borrett, John Peake, Neil White, Robert Adlard, William Griffiths, Ronald Davis |
| 3     | Pays-Bas        | Antonius Maria Richter, Henri Jean Joseph Derckx, Johan Frederik Drijver, Jenne Langhout, Hermanus Pieter Loggere, Edouard Herbert Tiel, Willem van Heel, Rius Theo Esser, Andries Cornelis Dirk Boerstra, Pieter Marie Johan Bromberg, Jan Hendrik Kruize, Henricus Nicolaas Bouwman                                                      |

## Nations participantes
187(*) joueurs de 13 nations participent au tournoi
- Afghanistan (14 joueurs utilisés)
- Argentine (12)
- Autriche (12)
- Belgique (13) dont André Waterkeyn futur concepteur de l'Atomium.
- Danemark (16)
- France (14)
- Royaume-Uni (12)
- Inde (20)
- Pays-Bas (12)
- Pakistan (19)
- Espagne (14)
- Suisse (15)
- États-Unis (14)

(*) NOTE: Ce nombre de joueurs englobe seulement ceux qui ont participé à au moins un match durant le tournoi olympique.